# Ismaił Juseinow
Ismaił Wasiłew Juseinow (bg. Исмаил Василев Юсеинов; ur. 10 lutego 1948 w Stremcach) – bułgarski zapaśnik walczący w stylu wolnym. Olimpijczyk z Monachium 1972, gdzie odpadł w eliminacjach w kategorii do 68 kg.
Wicemistrz świata w 1970; trzeci w 1971 i 1975. Zdobył trzy medale na mistrzostwach Europy w latach 1970 – 1976.